# جاين تورنر
جاين تورنر (بالإنجليزية: Jane Turner) هي كاتبة سيناريو وممثلة أسترالية، ولدت في 1 ديسمبر 1960 في أستراليا.

## وصلات خارجية
- جاين تورنر على موقع IMDb (الإنجليزية)
- جاين تورنر على موقع ميوزك برينز (الإنجليزية)
- جاين تورنر على موقع ديسكوغز (الإنجليزية)
- جاين تورنر على موقع قاعدة بيانات الفيلم (الإنجليزية)